# کارلو پترینی (بازیکن فوتبال)
کارلو پترینی (انگلیسی: Carlo Petrini; ۲۹ مارس ۱۹۴۸ – ۱۶ آوریل ۲۰۱۲) بازیکن فوتبال اهل ایتالیا بود.
از باشگاه‌هایی که در آن بازی کرده‌است می‌توان به باشگاه فوتبال هلاس ورونا، باشگاه فوتبال تورینو، باشگاه فوتبال لچه، باشگاه فوتبال آ.اس. رم، باشگاه فوتبال بولونیا، باشگاه فوتبال چزنا، باشگاه فوتبال جنوآ، باشگاه فوتبال آ.ث. میلان، باشگاه فوتبال ترنانا، و باشگاه فوتبال وارزه اشاره کرد.